# Ḩājjī Bekandī
Ḩājjī Bekandī (persiska: Ḩājjī Bekandeh, حاجی بکندی) är en ort i Iran.   Den ligger i provinsen Gilan, i den norra delen av landet, 240 km nordväst om huvudstaden Teheran. Antalet invånare är 838.
Terrängen runt Ḩājjī Bekandī är mycket platt. Runt Ḩājjī Bekandī är det tätbefolkat, med 659 invånare per kvadratkilometer. Närmaste större samhälle är Khoshk-e Bījār, 8,4 km söder om Ḩājjī Bekandī. Trakten runt Ḩājjī Bekandī består till största delen av jordbruksmark.